# Geometria integrale
In matematica, la geometria integrale è la teoria delle misure che sono invarianti rispetto al gruppo delle simmetrie dallo spazio considerato in sé stesso (il gruppo delle isometrie invarianti rispetto all'operazione di composizione di funzioni) definite su sottovarietà dello spazio come ad esempio curve, piani o geodetiche.
La geometria integrale comprende anche lo studio di particolari trasformazioni invarianti dallo spazio delle funzioni definite su uno spazio geometrico allo spazio delle funzioni definite su un altro spazio geometrico, che assumono spesso la forma di trasformate integrali, come in particolare la trasformata di Radon e le sue generalizzazioni.